# Меришору (Дамбовица)
Меришору (рум. Merișoru) насеље је у Румунији у округу Дамбовица у општини Варфури. Oпштина се налази на надморској висини од 433 m.

## Становништво
Према подацима из 2002. године у насељу је живело 196 становника, од којих су сви румунске националности.